# تياغو سا
تياغو سا هو لاعب كرة قدم برتغالي في مركز حراسة المرمى، ولد في 11 يناير 1995 في Vila Verde ‏ في البرتغال. شارك مع منتخب البرتغال تحت 18 سنة لكرة القدم ومنتخب البرتغال تحت 19 سنة لكرة القدم. أما مع النوادي، فقد لعب مع S.C. Braga B ‏.

## وصلات خارجية
- تياغو سا على موقع الاتحاد الأوربي (الإنجليزية)
- تياغو سا على موقع قاعدة بيانات كرة القدم.إي يو (الإنجليزية)
- تياغو سا على موقع Soccerway.com (الإنجليزية)
- تياغو سا على موقع AS.com (الإسبانية)